# موبی دیک (فیلم ناتمام)
موبی دیک (انگلیسی: Moby Dick) فیلمی ناتمام به کارگردانی اورسن ولز است که فیلمبرداری آن در سال ۱۹۷۱ انجام شد.